# Ivan Liljander
Ivan Wilhelm Liljander, född 8 september 1929 i Sankt Matteus församling, Stockholm, död 29 maj 1991 i Maria Magdalena församling, Stockholm, var en svensk skulptör.
Ivan Liljander utbildade sig på Konstfacks kvällsskola, på Pernbys målarskola i Stockholm, på Kungliga Konsthögskolan i Stockholm samt på Accademia di Brera i Milano i Italien. Han var lärare i skulptur på Konsthögskolan Valand i Göteborg.
Han var från 1959 till sin död gift med skulptören Barbro Lindvall-Liljander (1932–2018).
Han är begravd på Skogskyrkogården i Stockholm tillsammans med skådespelaren och fotografen Staffan Liljander (1932–1982) samt makarna Axel Vilhelm Liljander (1898–1982) och Judit Olivia, ogift Pettersson (1899–1968).

## Offentliga verk i urval
- Tre moment, brons, 1971, tidigare i Järnvägsparken i Stockholm, sedan 1995 på Essinge torg på Stora Essingen i Stockholm
- Animation II, svetsad påt, 1969, Ideon i Lund